# Jean-François Biard
 (décembre 2018).
Jean-François Biard est un auteur de bande dessinée français né le 27 février 1955.

## Biographie
Jean-François Biard étudie aux Beaux-Arts de Saint-Étienne, avec notamment Yves Chaland, Jacques Terpant et Luc Cornillon.
En 1982 il publie sa première bande dessinée La Mort qui rôde aux éditions Glénat. Il publie ensuite plusieurs albums dans les années 1980, dont Tous fourbes, Le Rubis de vie et 38e parallèle.
Après la publication de Culottes courtes et soutanes noires chez Albin Michel en 1990, il se dirige vers la publicité. Il réalise des illustrations et quelques bandes dessinées publicitaires pour les sociétés Onyx et Casino.
En 2006, il revient à la bande dessinée avec Les Aventuriers de l'architecture, une création éditée par l’ordre des architectes de la région Rhône-Alpes pour faire découvrir aux plus jeunes le métier de l'architecture, l'album BD étant accompagné d'un CD-Rom. En 2009, il publie Tout sur les mairies, un album comique narrant les aventures rocambolesques et quotidiennes de quatre maires en France.

## Œuvres en bande dessinée
- La Mort qui rôde (éd. Glénat, 1982)
- Tous fourbes (éd. Magic Strip, 1984)
- Le Rubis de vie (éd. Magic Strip, 1985)
- 38e parallèle (éd. Albin Michel, 1988)
- Culottes courtes et soutanes noires (éd. Albin Michel, 1990)
- Charles de Gaulle, du Saint-Cyrien au Général (éd. Lavauzelle, 1990
- La Première Victoire (scénario Albéric de Palmaert, éd. Lavauzelle, 1990)
- Leclerc, la 2e DB (scénario Albéric de Palmaert, éd. Lavauzelle, 1991)
- Les Aventuriers de l'architecture (éd. Ordre des architectes Rhône-Alpes, 2006)
- Tout sur les mairies (éd. Joker, 2009)
- Tous fourbes, nouvelle édition (éd. La Vache Qui Médite, 2016)